# ハーフナー・ディド
ハーフナー・ディド（帰化前：ディド・ハーフナー、オランダ語: Dido Havenaar, 1957年9月26日 - ）は、オランダ出身で現・日本国籍の元サッカー選手 (GK)・指導者（JFA 公認S級コーチ）。マツダ時代の登録名はディルク・ハーフナー（Dirk Havenaar）、読売時代の登録名はディド（Dido）。
実息のハーフナー・マイク、ハーフナー・ニッキも日本国籍のプロサッカー選手で、特にマイクのプロ入り時に日本人として初の親子Jリーガーとなった。

## 経歴
7歳時、サッカーを見てフィールド内でボールを足で蹴る選手と全く違う動きをしている他選手を見て衝撃を受けゴールキーパーという存在を知り、サッカーを始めた8歳時「ハーツズクルツ・ボーイズ」にゴールキーパーとして入団、以降ゴールキーパー一筋の毎日を送る。試合中、大声で指示しサッカーボールを両手で扱うディドに試合観戦に来ていたギッダが「ボールに飛びつくこの人はどういうプレーヤーなのか?」と疑問に思い交際スタート。19歳でADOデン・ハーグでプロデビューしデビュー戦は0-3の完封負け、1980年代はじめには正GKとして活躍していた。
1986年、当時日本サッカーリーグ(JSL)1部所属のマツダSC（現サンフレッチェ広島）監督のハンス・オフトに誘われコーチ兼任選手として来日。1987年には、信藤克義、猿沢茂、高橋真一郎、木村孝洋ら地元広島出身者と共に、天皇杯決勝進出に貢献、1987-88シーズンにはJSLベスト11に選ばれる。1989年、前年のトヨタカップに出場したPSVアイントホーフェンが彼の獲得を狙ったが、マツダSCが高額の移籍金を要求したために移籍話は流れ、その失望とチームの2部降格のために読売サッカークラブに移籍した。読売クラブでは負傷を繰り返し、外国人ゴールキーパーを好まなかったカルロス監督から冷遇された。1990年、コーチ就任の要請があったが現役にこだわり固辞、下部組織である当時JSL2部所属の読売ジュニオールでのプレー続行を選択。
1991年、トヨタ自動車（現名古屋グランパスエイト）GKコーチに就任するも、現役に復帰しJリーグ開幕とともに名古屋とプロ契約。1993年、アメリカワールドカップ出場を目指したオフトジャパン（日本代表）のGKコーチも担当。カタールで行なわれたアジア最終予選ではカズ、ラモスら日本代表選手と共にいわゆるドーハの悲劇を経験している。1993年から1994年にかけ一家全員で日本国籍取得。
プライベートでは長男のマイクをFWに次男ニッキをDFに見立てた“自身”のGKトレーニングを行なっていた。
その後はジュビロ磐田（GKコーチ兼任）、コンサドーレ札幌などで選手として活躍。
現役引退後、コンサドーレ札幌や横浜F・マリノスでGKコーチを務め、2007年は流通経済大学コーチ。2008年から2011年9月まで名古屋グランパスアシスタントコーチを務めた。2011年9月から2012年までは清水エスパルスのトップチームコーチを務めた。
2013年、韓国Kリーグに渡り、徐正源率いる水原三星ブルーウィングスのGKコーチに就任した。
2014年、母国オランダでピッチに用いる芝生の管理、造成に携わる。
子供は長女、マイク、ニッキがいる。

## エピソード
- 帰化が報道された際、帰化名が、同時に官報に記載された日本国籍取得者の「浜名デレク」と取り違えられる誤報が流れた。実際は片仮名の「ハーフナー・ディド」である。なおディドによればオランダ語風に彼の名前を仮名表記することは、日本語にない音を含むため非常に困難だそうである。なにかと印鑑が必要になる日本で「浜名」という印鑑を購入してはいた。ちなみに、中国語における漢字表記は哈维纳尔 迪多(日本語の漢字表記に従えば哈維納爾 迪多)だが、日本国内で使用することは基本的にない。
- 選手時代は、試合前練習でサポーターからコールが起きると手を振って応えるなど、ファンを大切にする姿勢をみせていたため広く親しまれていた。札幌では引退してGKコーチになったあとも、試合前練習のGKのパートナーとしてグランドに出るとサポーターからコールが起きていたほど人気があった。横浜FMのコーチとしても試合前にもディドのコールが時折起き、その都度手を振り応えていた。
- マツダ在籍時のプレーを観た者[誰によって?]によれば、とにかくいちいち前に出て全部止め、一人だけ異次元のサッカーをやっているかのようだったという。また24時間頭の中はサッカーだけ、というプロとしての哲学は信藤ら、まわりの選手に大きな影響を与えた。本人はGKという役割に確固たる信念と誇りを持っているが長男マイクも二男ニッキもGKにさほど興味を示さずに、GK漬けだった父親として嘆息している。
- 納豆が苦手。名古屋コーチ時代の2010年に、納豆が大好物であるドラガン・ストイコビッチ監督と「リーグで優勝したら納豆を食べる」という賭けをし、見事に名古屋が優勝を果たしたため、日本生活25年目にして初めて納豆を食べることになった[4]。なおその際には「マスタードを混ぜて食べた」とコメントしている[5]。
- 小倉隆史によれば大変負けず嫌いな性格で、いくつもの逸話がある。またTV番組『ボレーの虎』ではストイコヴィッチ側のGKを務め、この時も小倉から「2人とも負けず嫌いなんです」と言われている。
- 1995年、オフトに招かれてやってきたジュビロ磐田ではGKコーチを兼任していたが、ディド後のジュビロのゴールを守った大神友明によれば、ディドは選手としてやる気満々で、他のGKはほとんど指導が受けられなかったという。
- 札幌在籍時の1997年5月25日、厚別での川崎フロンターレ戦ではリードされた試合終盤、前線に選手を残すために自陣のスローインはすべて自ら取りに行き、同点に追いついた後半ロスタイムのコーナーキックでは長身というのもあって自らもゴール前に上がり、ボールに触らないながらも勝利への執念を見せ、劇的な大逆転勝利に貢献した。
- 前述のドーハの悲劇での同点ゴールのシーンでは、監督のハンス・オフトが吸っていたタバコを叩きつけて悔しがる傍らで毅然とピッチに視線を向けていたが、その両手には（自身は試合に出られないにもかかわらず）ゴールキーパーグローブが装着されていた。

## 所属クラブ
- 1979年 - 1985年 :  ADOデン・ハーグ
- 1986年 - 1989年 :  マツダ (GKコーチ兼任)
- 1989年 - 1990年 :  読売クラブ
- 1990年 - 1991年 :  読売ジュニオール
- 1991年 - 1994年 :  トヨタ (GKコーチ) / 名古屋グランパスエイト (選手復帰)
- 1995年 - 1996年 :  ジュビロ磐田 (GKコーチ兼任)
- 1997年 - 1998年 :  コンサドーレ札幌

## 指導歴
- 1986年 - 1988年 :  マツダ GKコーチ
- 1991年 :  トヨタ GKコーチ
- 1993年 :  日本代表 GKコーチ
- 1995年 - 1996年 :  ジュビロ磐田 GKコーチ
- 1999年 - 2002年 :  コンサドーレ札幌 GKコーチ
- 2003年 - 2006年 :  横浜F・マリノス GKコーチ
  - 2005年 : JFA 公認S級コーチライセンス取得
- 2007年 :  流通経済大学 コーチ
- 2007年 : バニコフ国際ユース大会2007 U-16日本代表 GKコーチ
- 2008年 - 2011年9月 :  名古屋グランパス アシスタントコーチ
- 2011年9月 - 2012年 :  清水エスパルス トップチームコーチ
- 2013年 - 2014年 :  水原三星ブルーウィングス GKコーチ

## 個人成績
| 国内大会個人成績 | 国内大会個人成績 | 国内大会個人成績 | 国内大会個人成績     | 国内大会個人成績                       | 国内大会個人成績          | 国内大会個人成績 | 国内大会個人成績 | 国内大会個人成績 | 国内大会個人成績 | 国内大会個人成績 | 国内大会個人成績 |
| 年度             | クラブ           | 背番号           | リーグ               | リーグ戦                               | リーグ戦                  | リーグ杯         | リーグ杯         | オープン杯       | オープン杯       | 期間通算         | 期間通算         |
| 年度             | クラブ           | 背番号           | リーグ               | 出場                                   | 得点                      | 出場             | 得点             | 出場             | 得点             | 出場             | 得点             |
| オランダ         | オランダ         | オランダ         | オランダ             | リーグ戦                               | リーグ戦                  | リーグ杯         | リーグ杯         | KNVBカップ       | KNVBカップ       | 期間通算         | 期間通算         |
| ---------------- | ---------------- | ---------------- | -------------------- | -------------------------------------- | ------------------------- | ---------------- | ---------------- | ---------------- | ---------------- | ---------------- | ---------------- |
| 1979-80          | デン・ハーグ     |                  | エールディヴィジ     |                                        |                           |                  |                  |                  |                  |                  |                  |
| 1980-81          | デン・ハーグ     |                  | エールディヴィジ     |                                        |                           |                  |                  |                  |                  |                  |                  |
| 1981-82          | デン・ハーグ     |                  | エールディヴィジ     |                                        |                           |                  |                  |                  |                  |                  |                  |
| 1982-83          | デン・ハーグ     |                  | エールステディヴィジ |                                        |                           |                  |                  |                  |                  |                  |                  |
| 1983-84          | デン・ハーグ     |                  | エールステディヴィジ |                                        |                           |                  |                  |                  |                  |                  |                  |
| 1984-85          | デン・ハーグ     |                  | エールステディヴィジ |                                        |                           |                  |                  |                  |                  |                  |                  |
| 日本             | 日本             | 日本             | 日本                 | リーグ戦                               | リーグ戦                  | JSL杯/ナビスコ杯 | JSL杯/ナビスコ杯 | 天皇杯           | 天皇杯           | 期間通算         | 期間通算         |
| 1986-87          | マツダ           | 1                | JSL1部               | 22                                     | 0                         |                  |                  |                  |                  |                  |                  |
| 1987-88          | マツダ           | 1                | JSL1部               | 22                                     | 0                         | 1                | 0                |                  |                  |                  |                  |
| 1988-89          | マツダ           | 1                | JSL2部               | 27                                     | 0                         | 3                | 0                |                  |                  |                  |                  |
| 1989-90          | 読売             | 1                | JSL1部               | 4                                      | 0                         | 3                | 0                | 4                | 0                | 11               | 0                |
| 1990-91          | 読売Jr           | 1                | JSL2部               | 26                                     | 0                         | 1                | 0                | -                | -                | 27               | 0                |
| 1992             | 名古屋           | -                | J                    | -                                      | -                         | 10               | 0                | 1                | 0                | 11               | 0                |
| 1993             | 名古屋           | -                | J                    | 19                                     | 0                         | 0                | 0                | 0                | 0                | 19               | 0                |
| 1994             | 名古屋           | -                | J                    | 27                                     | 0                         | 0                | 0                | 0                | 0                | 27               | 0                |
| 1995             | 磐田             | -                | J                    | 52                                     | 0                         | -                | -                | 2                | 0                | 54               | 0                |
| 1996             | 磐田             | -                | J                    | 16                                     | 0                         | 14               | 0                | 1                | 0                | 31               | 0                |
| 1997             | 札幌             | 1                | 旧JFL                | 26                                     | 0                         | 8                | 0                | 3                | 0                | 37               | 0                |
| 1998             | 札幌             | 1                | J                    | 34                                     | 0                         | 3                | 0                | 0                | 0                | 37               | 0                |
| 通算             | オランダ         | オランダ         | エールディヴィジ     | \|\|\|\|\|\|\|\|\|\|\|\|\|\|           |                           |                  |                  |                  |                  |                  |                  |
| 通算             | オランダ         | オランダ         | エールステディヴィジ | \|\|\|\|\|\|\|\|\|\|\|\|\|\|           |                           |                  |                  |                  |                  |                  |                  |
| 通算             | 日本             | 日本             | J                    | 148                                    | 0                         | 35               | 0                | 4                | 0                | 187              | 0                |
| 通算             | 日本             | 日本             | JSL1部               | 48                                     | 0\|\|\|\|\|\|\|\|\|\|\|\| |                  |                  |                  |                  |                  |                  |
| 通算             | 日本             | 日本             | JSL2部               | \|\|\|\|\|\|\|\|colspan="2"\|-\|\|\|\| |                           |                  |                  |                  |                  |                  |                  |
| 通算             | 日本             | 日本             | 旧JFL                | 26                                     | 0                         | 8                | 0                | 3                | 0                | 37               | 0                |
| 総通算           | 総通算           | 総通算           | 総通算               | \|\|\|\|\|\|\|\|\|\|\|\|\|\|           |                           |                  |                  |                  |                  |                  |                  |

その他の公式戦
- 1989年
  - アジア・アフリカクラブ選手権 2試合0得点
- 1998年
  - J1参入決定戦 4試合0得点
- リーグ戦初出場 - 1993年6月2日対サンフレッチェ広島戦

## タイトル
- JSLベスト11 : 1987/88
- JFLベスト11: 1997
- JFLベストゴールキーパー賞: 1997